# 轮叶委陵菜
轮叶委陵菜（学名：Potentilla verticillaris）为蔷薇科委陵菜属下的一个种。

## 扩展阅读
- 維基物種上的相關：轮叶委陵菜